# 1975 v hudbě
Tento článek obsahuje události související s hudbou, které proběhly v roce 1975.

## Události
- 6. listopadu – V St. Martins College v Londýně odehrála anglická punková kapela Sex Pistols svůj první veřejný koncert, který trval pouhých 10 minut. Publikum je vypískalo dříve než dokončili první píseň.
- 8. listopadu – Album Eltona Johna Rock of the Westies debutuje na hitparádě Billboard 200 a hned na prvním místě
- prosinec – Jeffrey Hammond odešel ze skupiny Jethro Tull
- prosinec – Rozpadla se skupina The Faces; Ronnie Wood nahrazuje Micka Taylora ve skupině The Rolling Stones

## Vzniklé skupiny
- Colosseum II
- Iron Maiden
- Firefall
- Pere Ubu
- .38 Special
- Motörhead

## Vydaná alba

### Domácí
- Formule 1 – Synkopy 61
- Modrý efekt & Radim Hladík – Modrý efekt

### Zahraniční
- ABBA – ABBA
- Afro–Filipino – Joe Bataan
- Alive! – Kiss
- A Night at the Opera – Queen
- Another Green World – Brian Eno
- Another Year – Leo Sayer
- Atlantic Crossing – Rod Stewart
- Bandolier – Budgie
- The Basement Tapes – Bob Dylan & The Band
- Beautiful Loser – Bob Seger
- The Best of Carly Simon – Carly Simon
- Between the Lines – Janis Ian
- Blood on the Tracks – Bob Dylan
- Blow By Blow – Jeff Beck
- Blues For Allah – The Grateful Dead
- Born to Run – Bruce Springsteen
- Bright Size Life – Pat Metheny Group
- Captain Fantastic & the Brown Dirt Cowboy – Elton John
- Captured Angel – Dan Fogelberg
- Caress of Steel – Rush
- Chicago VIII – Chicago
- Chocolate City – Parliament
- Come Taste the Band – Deep Purple
- Coney Island Baby – Lou Reed
- Crisis? What Crisis? – Supertramp
- Das schönste im Leben – Die Flippers
- Deluxe – Harmonia
- Desperate Straights – Slapp Happy / Henry Cow
- Diamonds & Rust – Joan Baez
- The Dictators Go Girl Crazy! – The Dictators
- Dreadlocks Dread – Big Youth
- Dressed to Kill – Kiss
- Everybody's Doin' The Hustle – James Brown
- Extra Texture – George Harrison
- Face the Music – Electric Light Orchestra
- Fandango! – ZZ Top
- Flavours – The Guess Who
- Fleetwood Mac (album) – Fleetwood Mac
- Fool for the City – Foghat
- Gorilla – James Taylor
- Have You Never Been Mellow – Olivia Newton–John
- Head Over Heels – Poco
- Helen of Troy – John Cale
- High Voltage – AC/DC
- The Hissing of Summer Lawns– Joni Mitchell
- Hokey Pokey – Richard and Linda Thompson
- Honey – Ohio Players
- Horizon – Carpenters
- Horses – Patti Smith
- Hot – James Brown
- In Praise of Learning – Henry Cow
- In Trance – Scorpions
- Initiation – Todd Rundgren
- Is Having a Wonderful Time – Geoff Muldaur
- Katy Lied – Steely Dan
- The Köln Concert – Keith Jarrett
- Landed – Can
- The Last Record Album – Little Feat
- Late for the Sky – Jackson Browne
- Let's Take It To The Stage–Funkadelic
- Live! – Bob Marley and the Wailers
- Lou Reed Live – Lou Reed
- Main Course – The Bee Gees
- Marcus Garvey – Burning Spear
- Metal Machine Music – Lou Reed
- Minstrel in the Gallery – Jethro Tull
- Modern Times – Al Stewart
- Monster Planet – Steve Maxwell Von Braund
- Natty Dread – Bob Marley and the Wailers
- Neu! '75 – Neu!
- A Night at the Opera – Queen
- Nighthawks at the Diner – Tom Waits
- Nuthin' Fancy – Lynyrd Skynyrd
- One of These Nights – The Eagles
- One Size Fits All – Frank Zappa and the Mothers Of Invention
- Ommadawn – Mike Oldfield
- The Original Soundtrack – 10cc
- The Outlaws – The Outlaws
- Physical Graffiti – Led Zeppelin
- Pieces of the Sky – Emmylou Harris
- Playing Possum – Carly Simon
- Pour Down Like Silver – Richard and Linda Thompson
- Prisoner in Disguise– Linda Ronstadt
- Radioactivity – Kraftwerk
- Red Octopus – Jefferson Starship
- Rimmel – Francesco de Gregori
- Rock 'n' Roll – John Lennon
- Rock of the Westies – Elton John
- Ronnie Lane's Slim Chance – Ronnie Lane and Slim Chance
- Red Headed Stranger – Willie Nelson
- Red Octopus – Jefferson Starship
- The Revolution Will Not Be Televised – Gil Scott–Heron
- Ruth Is Stranger Than Richard – Robert Wyatt
- Sabotage – Black Sabbath
- Searchin' for a Rainbow – The Marshall Tucker Band
- Sex Machine Today – James Brown
- Shaved Fish – John Lennon
- Siren – Roxy Music
- Slow Dazzle – John Cale
- Stampede – The Doobie Brothers
- Still Crazy After All These Years – Paul Simon
- Straight Shooter – Bad Company
- Ghosts – Strawbs
- Sweet Deceiver – Kevin Ayers
- Tea Break Over, Back On Your 'Eads – IF
- The Dragon is Dancing – Jimmie Spheeris
- The Orchestral Tubular Bells – Mike Oldfield
- The Sun Collection – Elvis Presley
- The Tubes – The Tubes
- Three Days of the Condor,OST – Dave Grusin
- Tonight's the Night – Neil Young & Crazy Horse
- Toys in the Attic – Aerosmith
- USA – King Crimson
- Velvet Donkey – Ivor Cutler
- Venus and Mars – Paul McCartney & Wings
- Waves – Jade Warrior
- Welcome to My Nightmare – Alice Cooper
- The Who by Numbers – The Who
- Wind on the Water – Crosby & Nash
- Wish You Were Here – Pink Floyd
- Young Americans – David Bowie
- Zuma – Neil Young and Crazy Horse

## Největší hity

### Domácí
- Jiří Schelinger – Léto s tebou
- Karel Gott – Nápoj lásky č.10
- Marie Rottrová – Řekni, kde ty kytky jsou
- Petr Rezek – Modrá zem
- Waldemar Matuška – To jsem já ten kovboj

### Zahraniční
- „Bohemian Rhapsody“ – Queen
- „Express“ – B.T. Express
- „Fame“ – David Bowie
- „Young American“ – David Bowie
- „Feel Like Makin' Love“ – Bad Company
- „Fight the Power (Part 1)“ – The Isley Brothers
- „Fire“ – The Ohio Players
- „Cut the Cake“ – Average White Band
- „Pick Up the Pieces“ – Average White Band
- „Dance with Me“ – The Orleans
- „Fernando“ – ABBA
- "S.O.S." – ABBA
- "Harry Truman" – Chicago
- "Hey You" – Bachman-Turner Overdrive
- „How Long“ – Ace
- „Hussle“ – Van McCoy
- „Miracles“ – Jefferson Starship
- „Burtha Butt Boogie“ – Jimmy Castor Bunch
- „Get Down Tonight“ – KC & The Sunshine band
- „That's the Way“ – KC & The Sunshine band
- „Fly, Robin, Fly“ – Silver Convention
- „Fox on the Run“ – Sweet
- „Can't Give You Anything“ – Stylistics
- „Funky Weekend“ – Stylistics
- „Love is the Answer“ – Stylistics
- „Get Dancin'“ – Disco-Tex and the Sex-O-Lettes
- "Magic" – Pilot
- "Miracles – Jefferson Starship
- "Mr. Jaws" – Dickie Goodman
- "My Little Town" – Simon & Garfunkel
- "Never Can Say Goodbye" – Gloria Gaynor
- „One of These Night“ – Eagles
- "Old Days" – Chicago
- "The Rockford Files" – Mike Post
- "Roll On Down the Highway" – Bachman-Turner Overdrive
- "Sad Sweet Dreamer" – Sweet Sensation
- "Sky High" – Jigsaw
- "Somebody Done Somebody Wrong Song" – B.J. Thomas
- "Take Me in Your Arms" – Doobie Brothers
- "Who Loves You" – Four Seasons
- "Why Can't We Be Friends" – War

## Narození
- 4. února – Natalie Imbruglia
- 18. května – Jack Johnson
- 25. května – Lauryn Hill
- 6. července – Curtis James Jackson(50 cent)
- 9. července – Jack White, The White Stripes
- 9. září – Michael Bublé
- 9. října – Sean Ono Lennon, syn Johna Lennona a Yoko Ono

## Úmrtí
- 4. února – Louis Jordan, jazzový hudebník